# Vuelta a España 1959
La 14.ª edición de la Vuelta a España se disputó del 24 de abril al 10 de mayo de 1959, con un recorrido de 3048 km dividido en 17 etapas, una de ellas doble, con inicio en Madrid y final en Bilbao.
Tomaron la salida 90 corredores, repartidos en 9 equipos, de los que sólo lograron finalizar la prueba 41 ciclistas.
El vencedor, Antonio Suárez, recorrió la prueba a una velocidad media de 36,012 km/h. Suárez, que también se impuso en la clasificación de la montaña, se impuso en una de las ediciones más animadas de la época ya que el segundo clasificado, José Segú, acabó la prueba a poco más de un minuto mientras que el tercero, Rik Van Looy, ganador de la clasificación por puntos, quedó a 7 minutos justos del líder.
Destacable también, que en esta edición participó Fausto Coppi por única vez en la Vuelta.
De las etapas disputadas, nueve fueron para ganadas por corredores españoles.

## Etapas
| Etapa | Recorrido              | Km       | Ganador de la etapa       | Líder de la clasificación general |
| 1.ª a | Madrid                 | 9 (CRE)  | Saint-Raphael-Geminiani   | Rik Van Looy                      |
| 1.ª b | Madrid-Toledo          | 114      | Rik Van Looy              | Rik Van Looy                      |
| 2.ª   | Manzanares-Córdoba     | 228      | Antonio Karmany           | Antonio Karmany                   |
| 3.ª   | Córdoba-Sevilla        | 140      | Vicente Iturat            | Antonio Karmany                   |
| 4.ª   | Sevilla-Granada        | 240      | Federico Bahamontes       | Antonio Karmany                   |
| 5.ª   | Guadix-Murcia          | 225      | Antonio Suárez            | Antonio Karmany                   |
| 6.ª   | Murcia-Alicante        | 173      | Gabriel Mas               | Antonio Karmany                   |
| 7.ª   | Alicante-Castellón     | 233      | Antonio Barrutia          | Josef Vloebergh                   |
| 8.ª   | Castellón-Tortosa      | 130      | Rik Van Looy              | Pierre Everaert                   |
| 9.ª   | Tortosa-Barcelona      | 196      | Rik Van Looy              | Pierre Everaert                   |
| 10.ª  | Granollers-Lérida      | 183      | Antonio Suárez            | Pierre Everaert                   |
| 11.ª  | Lérida-Pamplona        | 242      | Rik Van Looy              | José Segú                         |
| 12.ª  | Pamplona-San Sebastián | 210      | José Carlos Cardoso Sousa | José Segú                         |
| 13.ª  | San Sebastián          | 9 (CRE)  | Saint-Raphael-Geminiani   | José Segú                         |
| 14.ª  | Éibar-Vitoria          | 62 (CRI) | Roger Rivière             | Antonio Suárez                    |
| 15.ª  | Vitoria-Santander      | 230      | Julio San Emeterio        | Antonio Suárez                    |
| 16.ª  | Santander-Bilbao       | 187      | Roger Rivière             | Antonio Suárez                    |
| 17.ª  | Bilbao                 | 222      | Fernando Manzaneque       | Antonio Suárez                    |

## Clasificaciones
En esta edición de la Vuelta a España se diputaron cinco clasificaciones que dieron los siguientes resultados:
| \| 1. \| Antonio Suárez \| España \| 84h 36' 20" \| \| \| 2. \| José Segú \| España \| a 1' 06" \| \| \| 3. \| Rik Van Looy \| Bélgica \| a 7' 00" \| \| \| 4. \| Pierre Everaert \| Francia \| a 7' 44" \| \| \| 5. \| Emmanuel Busto \| Francia \| a 16' 29" \| \| \| 6. \| Roger Rivière \| Francia \| a 17' 30" \| \| \| 7. \| Hilaire Couvreur \| Francia \| a 24' 24" \| \| \| 8. \| Josef Vloebergh \| Bélgica \| a 26' 34" \| \| \| 9. \| Luis Otaño \| España \| a 27' 17" \| \| \| 10. \| Jesús Galdeano \| España \| a 29' 40" \| \| |                  |         |             |  |
| 1. | Antonio Suárez   | España  | 84h 36' 20" |  |
| 2. | José Segú        | España  | a 1' 06"    |  |
| 3. | Rik Van Looy     | Bélgica | a 7' 00"    |  |
| 4. | Pierre Everaert  | Francia | a 7' 44"    |  |
| 5. | Emmanuel Busto   | Francia | a 16' 29"   |  |
| 6. | Roger Rivière    | Francia | a 17' 30"   |  |
| 7. | Hilaire Couvreur | Francia | a 24' 24"   |  |
| 8. | Josef Vloebergh  | Bélgica | a 26' 34"   |  |
| 9. | Luis Otaño       | España  | a 27' 17"   |  |
| 10. | Jesús Galdeano   | España  | a 29' 40"   |  |

| \| 1. \| Rik Van Looy \| Bélgica \| 148 puntos \| \| 2. \| Antonio Suárez \| España \| 179 puntos \| \| 3. \| Frans Van Looveren \| Bélgica \| 253 puntos \| |                    |         |            |
| 1. | Rik Van Looy       | Bélgica | 148 puntos |
| 2. | Antonio Suárez     | España  | 179 puntos |
| 3. | Frans Van Looveren | Bélgica | 253 puntos |

| \| 1. \| Antonio Suárez \| España \| 56 puntos \| \| 2. \| Richard Van Genechten \| Bélgica \| 56 puntos \| \| 3. \| Antonio Karmany \| España \| 54 puntos \| |                       |         |           |
| 1. | Antonio Suárez        | España  | 56 puntos |
| 2. | Richard Van Genechten | Bélgica | 56 puntos |
| 3. | Antonio Karmany       | España  | 54 puntos |

| \| 1. \| Vicente Iturat \| España \| 12 puntos \| |                |        |           |
| 1.                                                | Vicente Iturat | España | 12 puntos |

| \| 1. \| Faema -Bélgica \| Bélgica \| \| 254h 47' 41" \| |                |         |  |              |
| 1.                                                       | Faema -Bélgica | Bélgica |  | 254h 47' 41" |